# پالوس‌هیلز (ایلینوی)
پالوس‌هیلز، ایلینوی (به انگلیسی: Palos Hills, Illinois) یک شهر در ایالات متحده آمریکا با جمعیت ۱۷٬۴۸۴ نفر است که در ایلی‌نوی واقع شده‌است.

## جغرافیا
- براساس سرشماری سال 2010 ، پالوس هیلز دارای مساحت 4.292 مایل مربع (11.12 کیلومتر مربع) است که از این میزان 4.25 مایل مربع (11.01 کیلومتر مربع) (یا 99.02٪) زمینی و 0.042 مایل مربع (0.11 کیلومتر مربع) (یا 0.98٪) است. آب است